# Świnia turopoljska

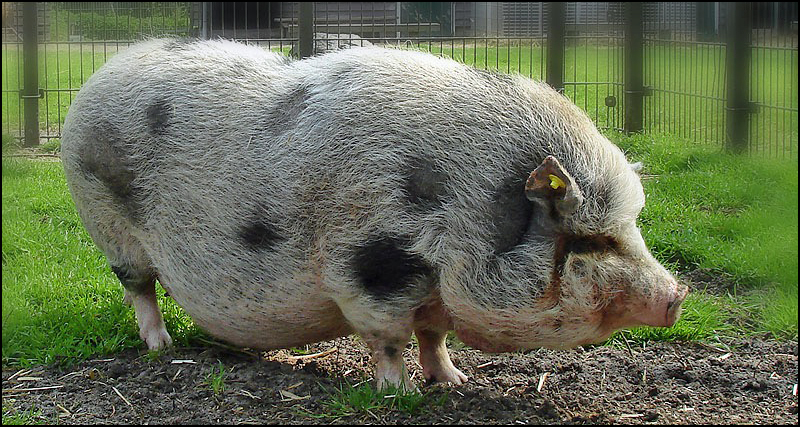
Świnia turopoljska

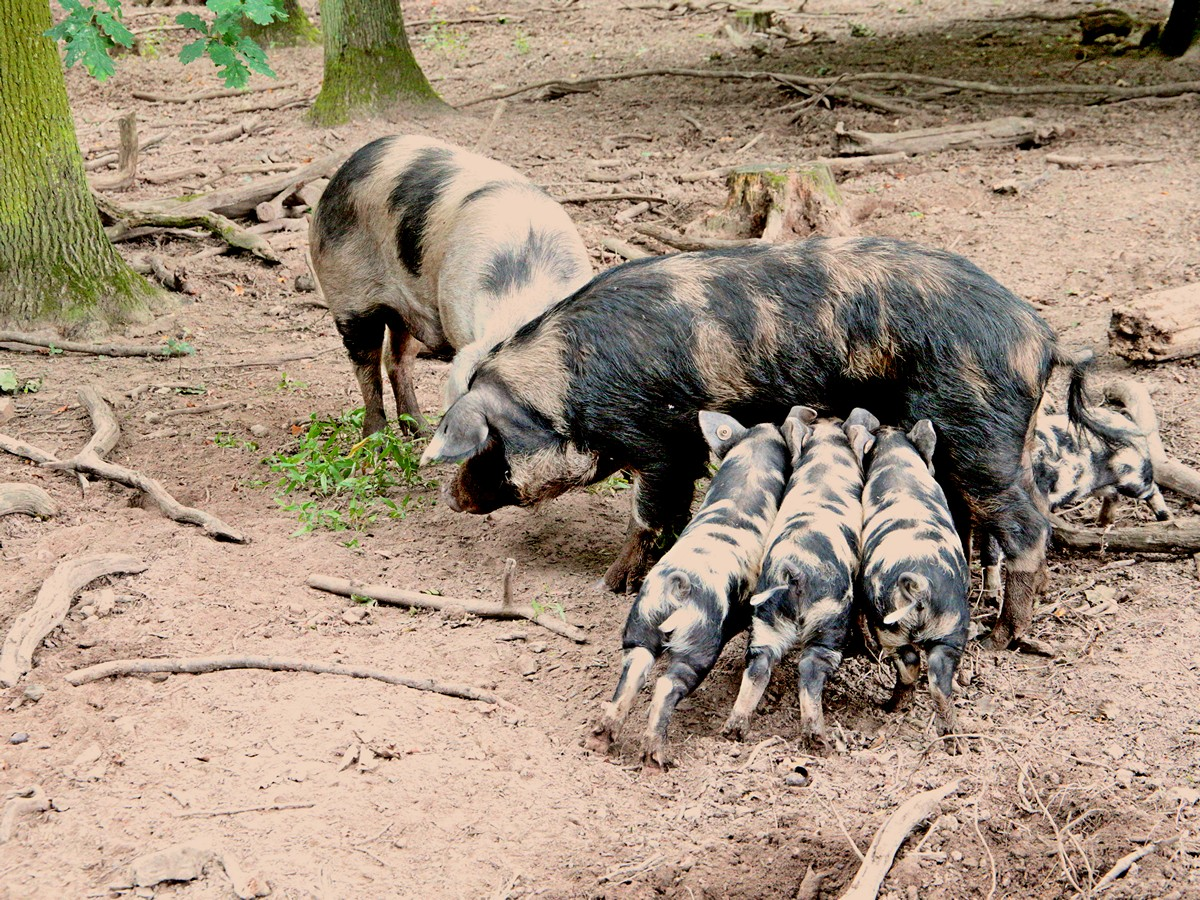
Locha z prosiętami

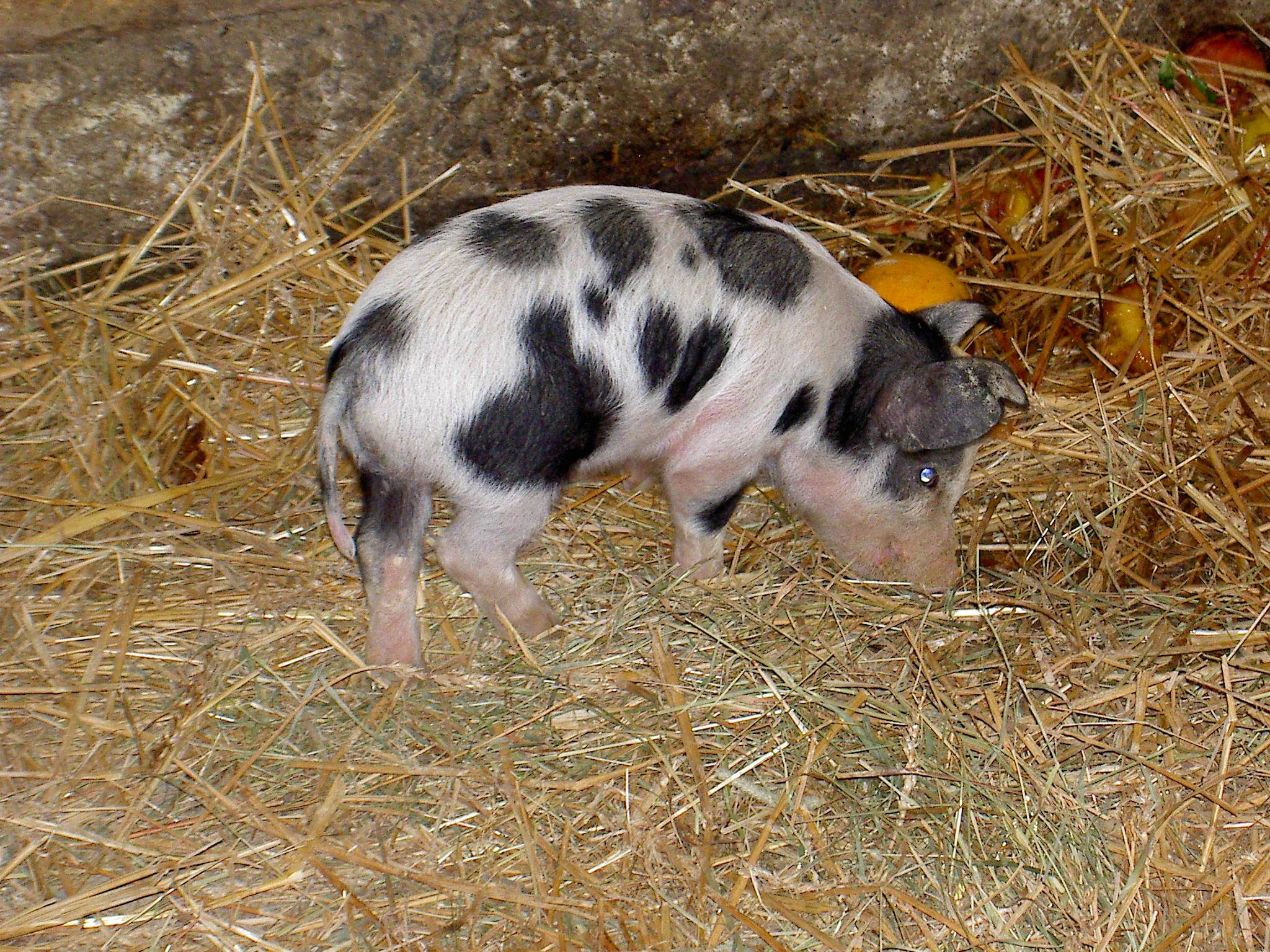
Prosię

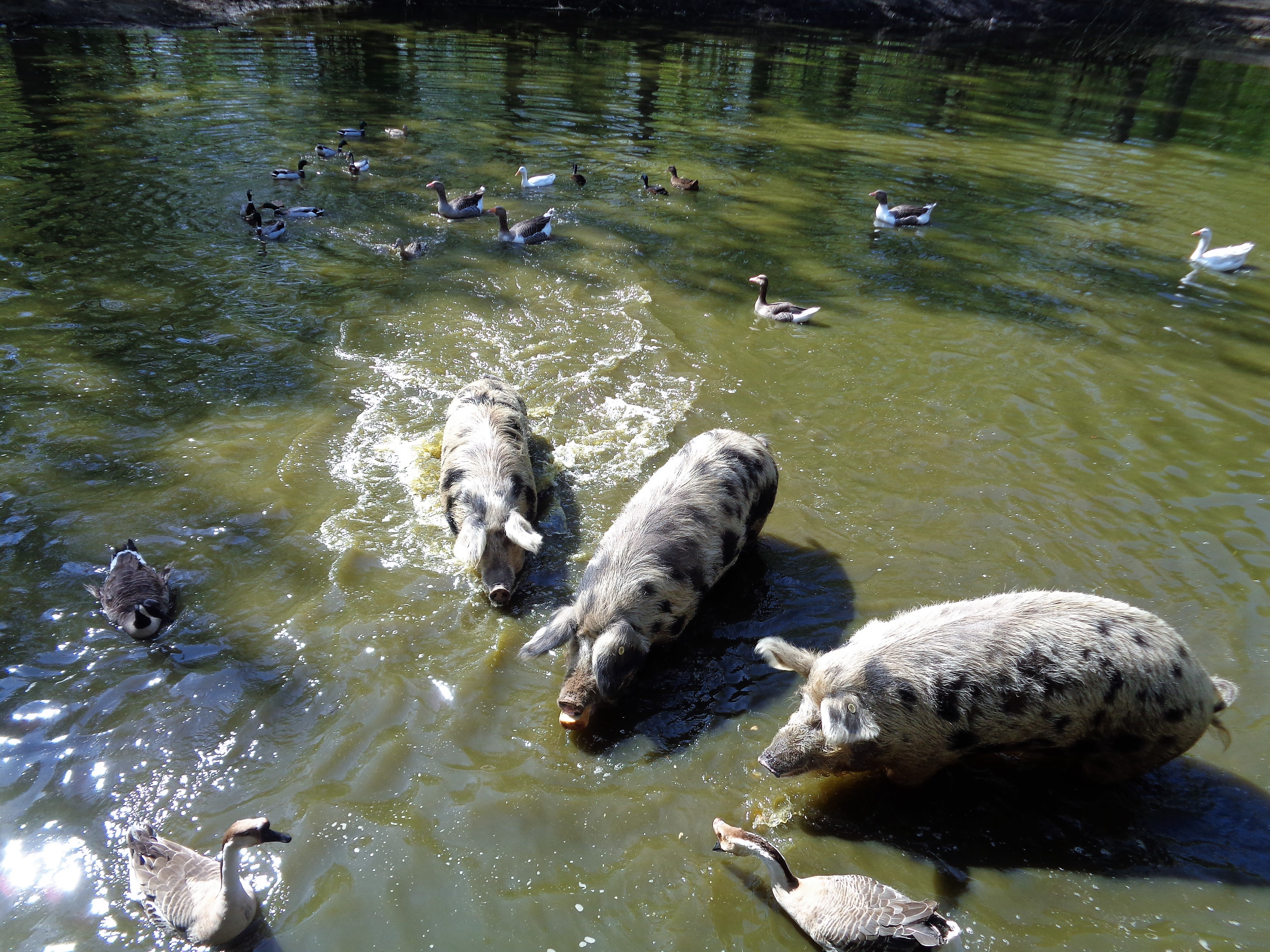
Osobniki w wodzie

Świnia turopoljska (chor. turopoljska svinja) – chorwacka rasa świni domowej powstała najprawdopodobniej ze skrzyżowania prymitywnej rasy šiška z lokalną, charakterystyczną dla rejonu Turopolja, odmianą dzika środkowoeuropejskiego albo z rasą krskopoljską. Jest to najstarsza chorwacka rasa świń.

## Historia
Rasa zaczęła się kształtować w swej formie w XVII wieku, a w wieku XVIII zyskiwała na popularności. Za rasę została formalnie uznana w 1911. W czasach obecnych ma znaczenie lokalne (w 1991 populacja szacowana była na około 100-150 osobników, ale wojna w Jugosławii ograniczyła stada o prawdopodobnie 20–30 sztuk – zwierzęta często dziczały). Świnie te utrzymywane są głównie na terenach obfitujących w bagniste pastwiska w bukowych i dębowych lasach regionu Turopolja. Z uwagi na zagrożenie wyginięciem od 1993 rozpoczęto częściowo hodowlę alkierzową, w miejsce tradycyjnej. Prawdopodobieństwo wyginięcia spowodowało, że władze Chorwacji objęły rasę ochroną, a fundacja SAVE ratująca bioróżnorodność zwierząt hodowlanych w Europie, również zwróciła uwagę na konieczność podejmowania działań ratunkowych. Mimo tego hodowla rasy początkowo załamała się i w 1996 liczba osobników zeszła do 38 sztuk. Z czasem sytuacja zaczęła się poprawiać i w 2005 było ich już do 140 sztuk. W parku przyrodniczym Lonjsko polje utrzymywane jest stado mateczne rasy, która jest elementem krajobrazu kulturowego i przyrodniczego tego rejonu. Poza Chorwacją świnie te hodowane są jeszcze w Austrii. Na terenie Chorwacji hodowlę monitoruje stowarzyszenie „Plemenita Opčina Turopoljska”. Wpisana została na listę ras zagrożonych FAO w kategorii ras regionalnych.

## Charakterystyka
Świnie tej rasy są średniej wielkości (wysokość knurów w kłębie do 74 cm, a loch do 70 cm). Dorosłe osobniki ważą po około 250 kilogramów. Ubarwione są wielokolorowo, są łaciate z przewagą koloru brązowego i białego w odcieniu szarym lub żółtym. Na tym tle występują czarne łaty wielkości ludzkiej dłoni, najczęściej po 6-7 na jednej stronie, co dało im przydomek „dalmatyńczyków”. Ryj jest długi, a uszy półzwisłe. Kark krótki i słabo umięśniony, natomiast grzbiet równy, stosunkowo długi i średnio szeroki. Kończyny średniodługie, silne, szeroko rozstawione. Na brzuchu występuje od 10 do 12 sutków. Szczecina gęsta i zwarta, silnie przylegająca, czasami lekko poskręcana.
Osobniki dojrzewają późno i wolno rosną (100 kilogramów karmy daje przyrost 20 kilogramów masy ciała). Krycie loch następuje w wieku 12-15 miesięcy. W ciągu dwóch lat rodzą się zaledwie trzy mioty po 6-7 prosiąt ważących około 1200 gramów. Do ósmego miesiąca życia prosięta osiągają wagę 10-12 kilogramów. Rasa jest stosunkowo odporna środowiskowo, zarówno na letnie upały, jak i zimowe chłody, a także mało wymagająca paszowo. Osobniki potrafią pływać i dobrze czują się na podmokłych, bagiennych pastwiskach.

## Mięso
Smak mięsa określany jest jako świetny w smaku i soczystości. Ma ono wysoką zawartość tłuszczu śródmięśniowego. Słonina jest jędrna i zwięzła.